# Liste der antiken Glasmacher
Die Liste der antiken Glasmacher versammelt alle namentlich bekannten Personen, die auf dem Gebiet der Glasherstellung tätig waren. Die Namen sind entweder durch Signaturen oder Stempel auf Glasgefäßen, Inschriften auf anderen Schriftträgern, meist Grabsteinen, oder durch Erwähnungen in Schriftquellen überliefert. Etwa 130 Namen beziehungsweise Kennungen von antiken Glasmachern sind durch Inschriften oder Stempel bekannt. Da es sich dabei um Besitzer bzw. Mitarbeiter von Werkstätten handelt, in denen Gegenstände als Massenware gefertigt wurden, sind sie nicht im Künstlerlexikon der Antike aufgenommen.
Die Liste befindet sich im Aufbau.

## Namentlich bekannte Glasmacher
- Name: gibt die gängigste Namensform als Link und eventuell alternative Lesungen
- Region: genauer oder ungefährer Wirkungsort
- Zeit: Wirkungszeit des Handwerkers
- Überlieferung: Form der Überlieferung des Handwerkers:
  - E: durch epigraphische Quellen bekannt
  - L: durch literarische Quellen bekannt
  - P: durch papyrologische Quellen bekannt
  - S: durch Signatur oder Marke bekannt
- Anmerkungen: Anmerkungen zu Identifikation, Schreibung oder Tätigkeit

| Name                 | Region                            | Zeit                     | Überlieferung | Anmerkungen |  |
| -------------------- | --------------------------------- | ------------------------ | ------------- | ----------- |  |
| Ariston              | Syrien/Palästina                  | 1. Jahrhundert           | S             |             |  |
| Aristeas             | Syrien/Palästina                  | 1. Jahrhundert           | S             |             |  |
| Artas                | Syrien/Palästina                  | 1. Jahrhundert           | S             |             |  |
| Claudia Italia       | Aquileia (?)                      | 1.–frühes 3. Jahrhundert | S             |             |  |
| ECVA                 | Germania inferior/Hambacher Forst | 4. Jahrhundert           | S             |             |  |
| Eirenaios            | Syrien/Palästina                  | 1. Jahrhundert           | S             |             |  |
| Ennia Fortuna        | Rom (?)                           | 1. Jahrhundert           | S             |             |  |
| Ennion               | Syrien/Palästina                  | 1. Jahrhundert           | S             |             |  |
| Iulius Alexander     | Lugdunum (Lyon)                   | 2./3. Jahrhundert        | E             |             |  |
| Jason                | Syrien/Palästina                  | 1. Jahrhundert           | S             |             |  |
| Meges                | Syrien/Palästina                  | 1. Jahrhundert           | S             |             |  |
| Neikais              | Syrien/Palästina                  | 1. Jahrhundert           | S             |             |  |
| Neikon               | Syrien/Palästina                  | 1. Jahrhundert           | S             |             |  |
| Pascasius            | Salona                            | 6. Jahrhundert           | E             |             |  |
| Gaius Salvius Gratus | Aquileia / Augsburg               | 2. Jahrhundert           | S             |             |  |
| Sarapodora           | Ägypten                           | 3. Jahrhundert           | P             |             |  |
| Sentia Secunda       | Aquileia                          | 2. Jahrhundert           | S             |             |  |
| Tryphonos            |                                   | 1./2. Jahrhundert        | S             |             |  |